# Tratta atlantica degli schiavi africani

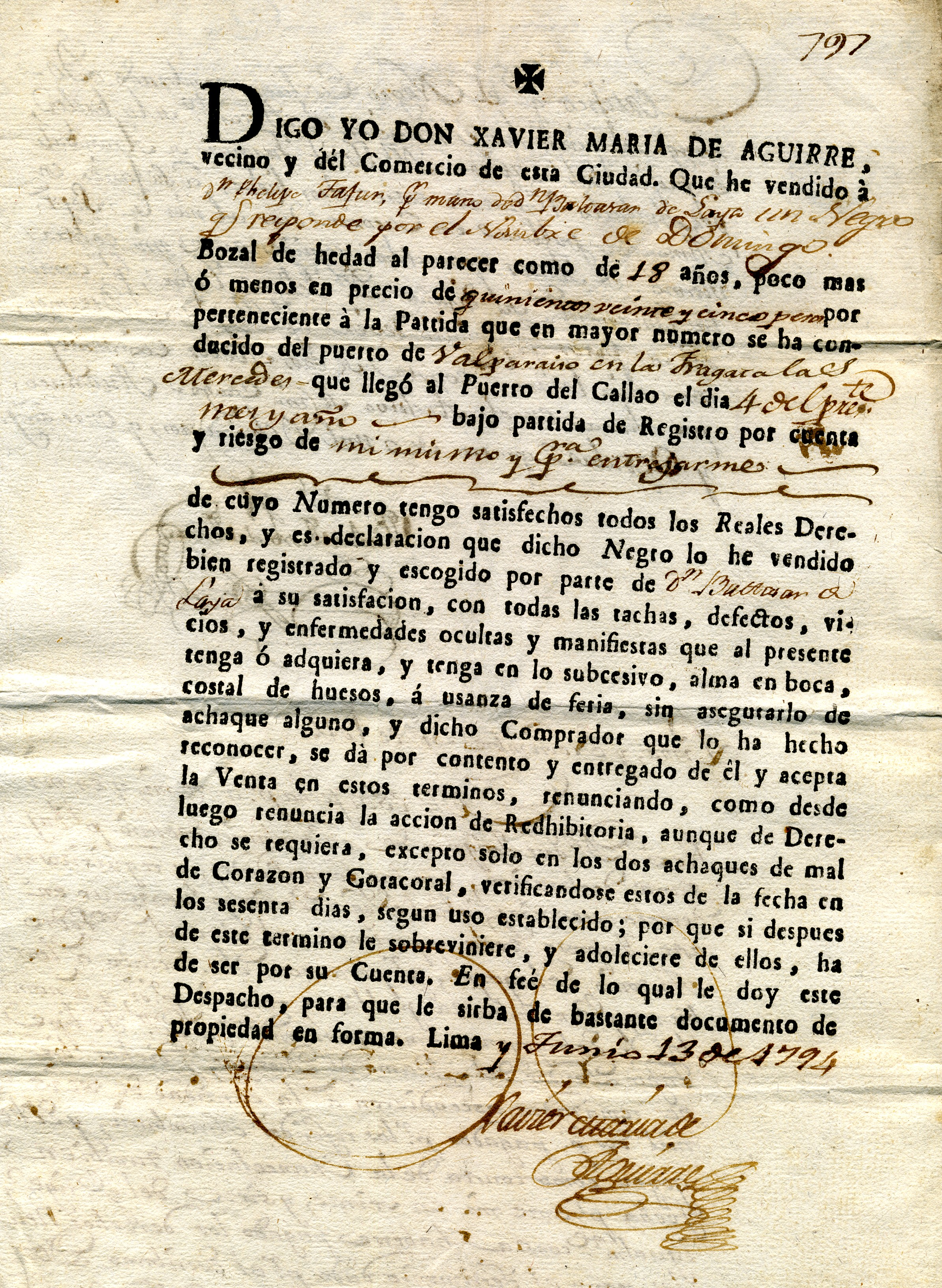
Contratto di acquisto di uno schiavo stipulato a Lima nel 1794

La tratta atlantica degli schiavi africani (o solo tratta atlantica) fu il commercio di schiavi di origine africana attraverso l'Oceano Atlantico fra il XVI e il XIX secolo. Gli schiavi erano venduti dagli Stati africani ai mercanti dell'Europa occidentale e deportati da questi ultimi soprattutto nel continente americano, dove erano particolarmente impiegati nelle piantagioni di prodotti destinati al mercato europeo, ma anche nella stessa Europa (prima in Portogallo e Spagna, e successivamente anche nei paesi nord-europei), dove erano impiegati come servi domestici e braccianti agricoli. La pratica di deportare schiavi africani verso le Americhe fu un passaggio fondamentale della nascita e dello sviluppo delle colonie europee del Sud e Centroamerica prima e del Nordamerica poi. 
Oltre alla tratta atlantica, vi furono una "tratta africana" e una "tratta orientale".
A causa della tratta e delle sue conseguenze morirono da due a quattro milioni di africani; molti afroamericani e africani si riferiscono alla tratta con il termine black holocaust (olocausto nero) oppure maafa (in lingua swahili: "disastro" o "avvenimento terribile", "grande tragedia"). La tratta venne abolita dal Regno Unito nel 1807 e dagli Stati Uniti nel 1808.

## Storia

### Origini
Nel corso del XVI e del XVII secolo le potenze coloniali europee (Spagna, Portogallo, Inghilterra, Francia e Paesi Bassi) iniziarono a creare insediamenti in America su vasta scala. Gran parte dei vantaggi economici erano legati alla creazione di piantagioni (per esempio di canna da zucchero, di caffè e di cacao); con la penetrazione verso l'interno del continente, a questa si aggiunse la prospettiva di ricavare dalle colonie anche risorse minerarie. In entrambi i casi si richiedeva l'uso di grandi quantità di manodopera. Inizialmente gli europei tentarono di far lavorare come schiavi gli indigeni americani (addirittura già da parte di Cristoforo Colombo) ma questa pratica venne abbandonata, in parte a causa dell'alta mortalità delle popolazioni native dovuta a malattie, come il vaiolo, importate dai conquistatori europei. Nelle colonie spagnole, inoltre, dal 1512 la legislazione tutelava dalla schiavitù i nativi americani.
Nello stesso periodo, gli europei entrarono in contatto con la pratica africana di far schiavi i prigionieri di guerra e con la consolidata rete della tratta araba degli schiavi attraverso il Sahara. Il Regno del Congo e gli Stati africani che si affacciavano sul golfo di Guinea vendevano questi schiavi agli europei che a loro volta li deportavano nelle colonie americane, dando inizio attraverso l'Oceano Atlantico al più grande commercio marittimo di schiavi della storia e dando origine nelle Americhe a un'economia di piantagione basata sullo schiavismo, dai Caraibi fino agli Stati Uniti meridionali.
In un contesto precedente alla scoperta del continente americano, in epoca di incursioni saracene nel Mediterraneo, il 16 giugno 1452 papa Niccolò V scrisse la bolla Dum Diversas, indirizzata al re del Portogallo Alfonso V, in cui riconosceva al re portoghese le nuove conquiste territoriali, lo autorizzava ad attaccare, conquistare e soggiogare i saraceni, i pagani e altri nemici della fede, a catturare i loro beni e le loro terre, a ridurre gli indigeni in schiavitù perpetua e trasferire le loro terre e proprietà al re del Portogallo e ai suoi successori. Questo documento venne usato per giustificare lo schiavismo nell'Impero coloniale portoghese.
In seguito, tuttavia, con esclusivo riferimento al continente americano, la bolla Veritas Ipsa di papa Paolo III del 2 giugno 1537, conosciuta anche col nome di Sublimis Deus o di Excelsus, scomunicava invece tutti coloro che praefatos Indios quomodolibet in servitutem redigere aut eos bonis suis spoliare ("ridurranno in schiavitù gli Indios o li spoglieranno dei loro beni"). In questa bolla il pontefice condannava le tesi schiaviste, riconoscendo ai nativi americani, che fossero cristiani o no, la dignità di persona umana, vietando di ridurli in schiavitù e giudicando nullo ogni contratto redatto in tal senso. Il papa metteva così fine alle numerose dispute tra teologi e università spagnole circa l'umanità degli indios d'America e sulla possibilità di ridurli in schiavitù e, tenendo conto della dottrina teologica e della documentazione a lui pervenuta, pose fine alle dispute emanando il verdetto: Indios veros homines esse ("gli indios sono autentici uomini"). 
Il divieto di porre in stato di schiavitù i nativi americani diede avvio, nelle colonie spagnole, alla deportazione di schiavi dall'Africa alle Americhe.

### Le dimensioni della tratta
Complessivamente, circa 12 milioni di schiavi attraversarono l'oceano. Uno studio condotto da più ricercatori propone un totale di 11 milioni; l'Enciclopedia Britannica riferisce che la deportazione forzata fino al 1867 sia quantificabile tra 7 e 10 milioni; l'Encyclopedia of the middle passage fa una stima tra 9 e 15 milioni. La maggior parte degli storici contemporanei stima che il numero di schiavi africani trasbordati nel Nuovo Mondo sia tra 9,4 e 12 milioni. Si tratta di una delle più grandi deportazioni della storia (per dimensioni seconda solo alla tratta araba, che deportò dall'Africa subsahariana da 14 a 17 milioni di schiavi) che portò la popolazione di origine africana, in alcune regioni del continente americano, a superare numericamente sia i popoli nativi sia i coloni provenienti dall'Europa.
Potenze europee (come Portogallo, Regno Unito, Spagna, Francia, Paesi Bassi, Danimarca e Svezia), mercanti provenienti dal Brasile e dal Nordamerica e Stati africani (come il Regno del Benin, il Regno del Dahomey, l'Impero Ashanti, l'Impero Oyo e il Regno del Congo) alimentarono la tratta. Nel corso del XVIII secolo si stima che siano stati trasbordati oltre Atlantico sei milioni di individui di origine africana, il Regno Unito può ritenersi responsabile di quasi due milioni e mezzo di questi. Complessivamente, dal XVI al XIX secolo, quasi la metà degli schiavi venne deportata da portoghesi e brasiliani, un quarto da britannici e un decimo da francesi.
Il numero complessivo di africani morti attribuibili direttamente alla traversata atlantica è stimato in due milioni; un bilancio più ampio degli africani morti a causa della schiavitù tra il 1500 e il 1900 fa ritenere che la cifra salga a quattro milioni. Altri ricercatori propongono un totale di 10 milioni e, di questi, probabilmente 6 sono da attribuire a razzie o guerre finalizzate alla cattura di uomini e donne per i mercanti di schiavi.

### Il passaggio
Il passaggio degli schiavi attraverso l'Atlantico, dalla costa occidentale dell'Africa al Nuovo Mondo, è noto nel mondo anglosassone come Middle passage (letteralmente: "tratto" o "passaggio di mezzo"). Era infatti il tratto intermedio del viaggio che le navi compivano dopo essere partite dall'Europa con prodotti commerciali (stoffe, liquori, perline, conchiglie particolari, manufatti di metallo, armi da fuoco) che servivano come merce di scambio per l'acquisto degli schiavi da traghettare nelle Americhe, da dove le navi ripartivano cariche di materie prime e soprattutto di prodotti coltivati nelle piantagioni dagli stessi schiavi: in questo modo veniva completato quello che è chiamato il "commercio triangolare".
Il viaggio degli schiavi iniziava nell'interno dell'Africa dove gli intermediari negrieri catturavano o acquistavano gli indigeni da semplici rapitori o monarchi africani (che li avevano ridotti in schiavitù per punizione o nel corso di guerre locali). Iniziava il viaggio a piedi, talvolta in canoa, verso la costa. Durante la marcia (nota come coffle dal nome dei ceppi con cui venivano legati a gruppi di 30 o 40) erano costretti a portare sulla testa oggetti come pacchi, fasci di zanne di elefante, mais, pelli o otri pieni d'acqua. Il trasferimento forzato fino alla costa poteva durare parecchi giorni o settimane. Sulla costa venivano imprigionati in fortezze o in capanne dette barracoons dove sostavano in attesa delle navi per la traversata per molti giorni o settimane. Lì poi trafficanti provenienti dalle Americhe, dai Caraibi o dall'Europa, caricavano gli schiavi sulle navi.
La durata della traversata variava da uno a sei mesi a seconda delle condizioni atmosferiche. Nel corso dei secoli andò però riducendosi: mentre all'inizio del XVI secolo richiedeva diversi mesi, nel XIX secolo si effettuava spesso in meno di sei settimane. Uno dei miglioramenti tecnici che resero il viaggio più breve fu la ricopertura dello scafo delle navi con lastre di rame. Questo ebbe effetti benefici anche per quanto riguardava la "abitabilità" delle navi riducendo l'umidità all'interno dello scafo. Le navi schiaviste tipicamente trasportavano diverse centinaia di schiavi con un equipaggio costituito di una trentina di persone (equipaggio doppio rispetto alle normali navi per poter controllare eventuali insurrezioni: mediamente in una nave su dieci scoppiavano ribellioni).
I prigionieri maschi erano incatenati insieme a coppie per risparmiare spazio: la gamba destra di un uomo legata alla gamba sinistra del successivo. Donne e bambini avevano un po' più di spazio. Le donne e le ragazze salivano a bordo delle navi nude, tremanti e terrorizzate, spesso pressoché esaurite per il freddo, la fatica e la fame, in preda alle maniere rudi (e alle violenze) di gente brutale che parlava una lingua a loro incomprensibile.
I prigionieri ricevevano come alimenti fagioli, mais, patate, riso e olio di palma in uno o due pasti al giorno, ma le razioni erano scarse. La razione quotidiana di acqua era di mezza pinta (circa un quarto di litro) che portava frequentemente alla disidratazione perché oltre alla normale traspirazione erano frequenti mal di mare e diarrea.
Si stima che il 15% degli africani morissero in mare, con un tasso di mortalità sensibilmente più alto nella stessa Africa nelle fasi di cattura e trasporto dei popoli indigeni alle navi. Il numero dei decessi aumentava con la lunghezza del viaggio, dal momento che l'incidenza della dissenteria e dello scorbuto aumentava con le maggiori restrizioni in navigazione, con la quantità di cibo e acqua che diminuivano giorno dopo giorno. Oltre alle malattie fisiche, molti schiavi diventavano troppo depressi per mangiare o mantenere un'efficienza fisica e mentale a causa della perdita della libertà, della famiglia, della sicurezza e della loro umanità.
Il suicidio era un evento frequente attuato spesso rifiutando il cibo o le medicine o gettandosi in mare o in altri modi. La frequenza dei suicidi era tale che gli schiavisti usavano vari strumenti e metodi per costringere a far nutrire il loro carico umano che veniva tenuto incatenato per quasi tutto il tempo. Ottobah Cugoano, vittima della tratta nel XVIII secolo, descrisse in seguito la sua esperienza a bordo della nave che lo deportò nelle Americhe: "Quando ci siamo trovati prigionieri la morte ci è sembrata preferibile alla vita e abbiamo concordato un piano tra noi: avremmo appiccato il fuoco e fatto saltare in aria la nave e saremmo morti tutti tra le fiamme".

## Effetti della deportazione nelle Americhe

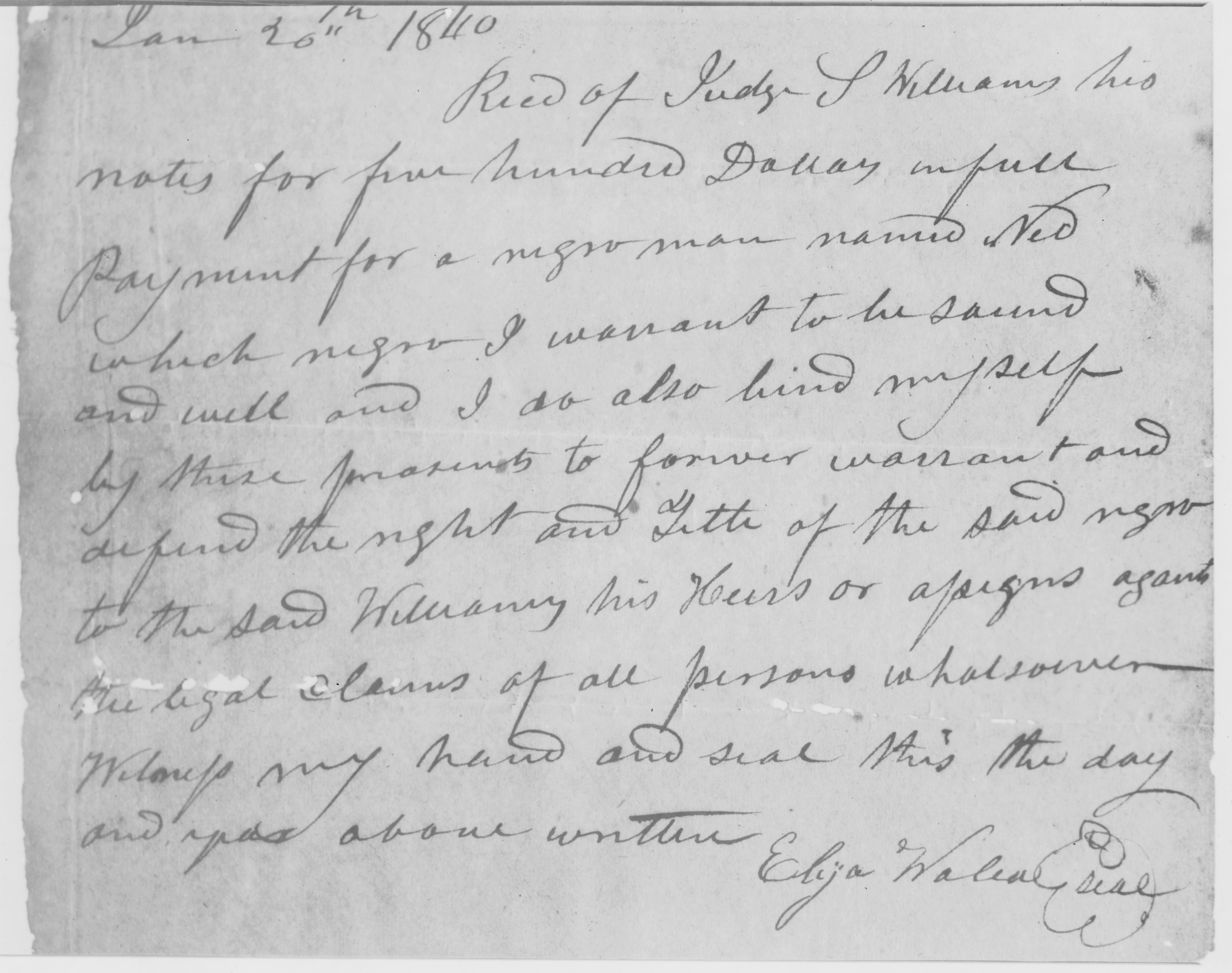
L'atto d'acquisto per 500 dollari di uno schiavo nero. Porta la data del 20 gennaio 1840.

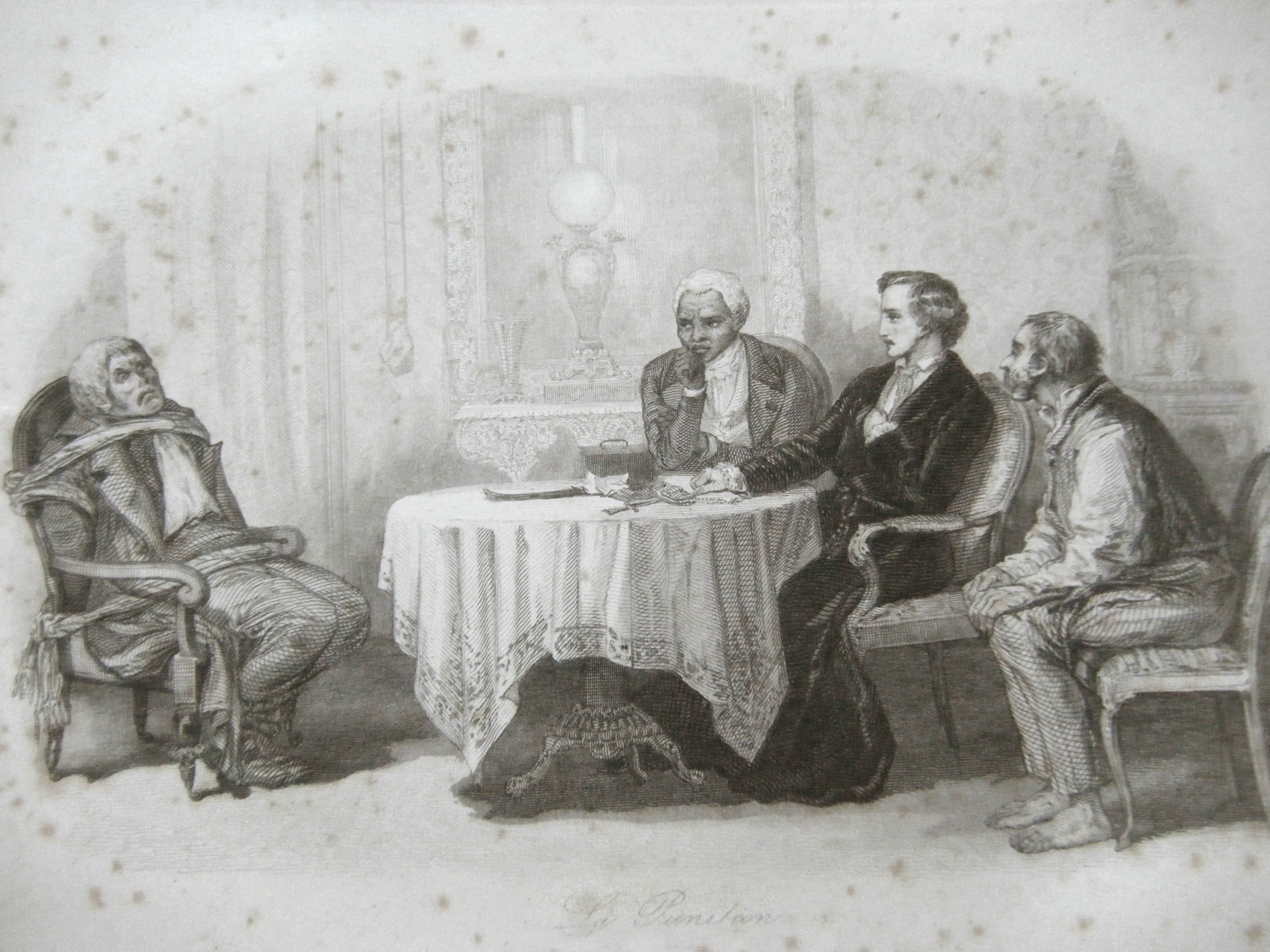
Incisione del 1850 circa: La punizione dello schiavo.

### Effetti in Africa
L'effetto dello schiavismo sulle società africane è un tema molto controverso. All'inizio del XIX secolo, gli abolizionisti denunciarono lo schiavismo non solo come pratica immorale e ingiusta nei confronti dei deportati, ma anche come danno insanabile nei confronti dei paesi da cui venivano prelevati gli schiavi: a tal proposito si parla anche di diaspora nera o africana.
L'impatto demografico della tratta e delle pratiche a essa connesse - guerre, razzie, devastazioni - sono difficilmente quantificabili data l'assenza di stime certe sulle dimensioni della popolazione africana e i suoi tassi di crescita precedenti al 1900.
La tratta inoltre non ha avuto impatto uniforme sul continente africano: a essere coinvolte maggiormente sono state le coste occidentali dell'Africa - più vicine alle Americhe - quali Sudan occidentale, Costa d'Oro (Ghana), Sierra Leone, Liberia, Guinea; al contrario, le società situate nel cuore del continente africano (Uganda, Ruanda e Burundi) non vennero in alcun modo toccate dal fenomeno.

### Effetti in America
L'apporto lavorativo degli schiavi permise lo sviluppo di un'economia di piantagione, incentrata su differenti monocolture (come la canna da zucchero, il tabacco, il caffè, il cacao e infine il cotone), in Brasile, nei Caraibi e nel Sud degli attuali Stati Uniti. 
Nelle colonie spagnole, gli schiavi provenienti dall'Africa aumentarono nella seconda metà del XVI secolo, quando vennero applicate le leggi che vietavano l'asservimento dei nativi americani. 
In Brasile, gli schiavi erano impiegati soprattutto nelle piantagioni di canna da zucchero: uno dei sottoprodotti della lavorazione della canna, la melassa, utilizzata principalmente nella produzione del rum o dell'etanolo puro, nel XVII secolo divenne il principale prodotto di esportazione della colonia.
Il modello della piantagione brasiliana venne replicato da olandesi, inglesi e francesi nella Guyana e nelle Antille, che videro una forte espansione economica: nel XVIII secolo l'interscambio tra le isole caraibiche britanniche e la madrepatria era superiore a quello con le Tredici colonie del Nord America (benché queste fossero molto più estese). In quest'ultima regione, gli schiavi africani presero il posto dei lavoratori a contratto provenienti dalla Gran Bretagna e soprattutto dall'Irlanda.

## Abolizione

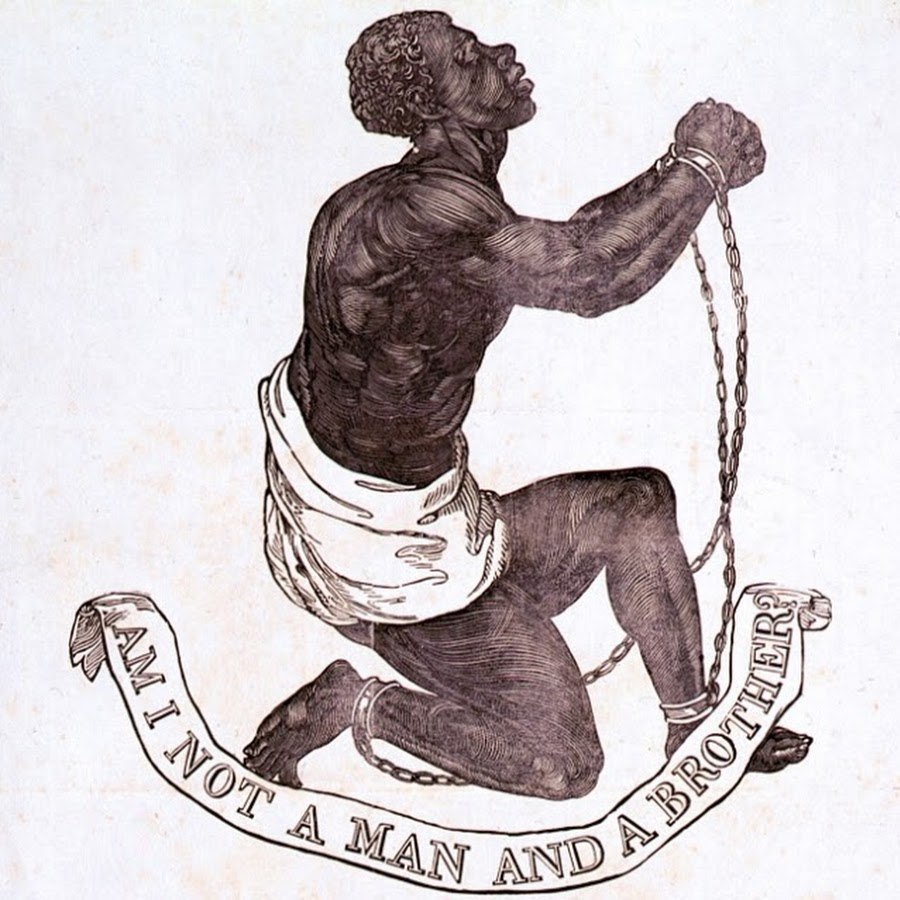
Medaglione ufficiale della Società Britannica contro lo Schiavismo, 1795

In Europa, lo schiavismo ebbe sempre ferventi oppositori, tuttavia questa pratica rimase legale fino al XIX secolo nelle colonie: per il movimento abolizionista (nato già alla fine del XVII secolo) la soppressione della tratta era solo il primo passo verso l'abolizione universale della schiavitù. La prima potenza coloniale a proclamare l'abolizione della tratta e a impegnarsi attivamente per contrastarla fu il Regno Unito, nel 1807, con lo Slave Trade Act, anche se in precedenza la Francia rivoluzionaria aveva concesso (e poi con Napoleone revocato) l'emancipazione degli schiavi e l'abolizione della schiavitù, del Code noir e di altre pratiche di discriminazione a danno di neri liberi e mulatti. La Chiesa cattolica condannò espressamente la tratta degli schiavi con la costituzione apostolica di papa Gregorio XVI In supremo apostolatus del 3 dicembre 1839, in cui venne scomunicato chiunque avesse partecipato alla tratta.
La Royal Navy venne impiegata attivamente per contrastare il commercio di schiavi attraverso l'Oceano Indiano e l'Atlantico e a metà del XIX secolo il traffico lungo queste rotte era stato sostanzialmente annullato; continuò invece il commercio di schiavi all'interno del continente africano e nei paesi arabi. Nei possedimenti o ex possedimenti europei in America, la schiavitù verrà soppressa solo nei decenni successivi all'abolizione della tratta: nelle colonie britanniche nel 1833, in quelle francesi nel 1848, negli Stati Uniti d'America l'abolizione ufficiale dello schiavismo si avrà nel 1865 (per opera di Abraham Lincoln, dopo la guerra civile americana) e in Brasile nel 1888.
Sconfitta la tratta atlantica, il movimento abolizionista rivolse i suoi sforzi nel contrasto alla tratta araba e alla tratta interna al continente africano. Nella seconda metà del XX secolo, in concomitanza con il processo di decolonizzazione, il movimento abolizionista verrà accusato dai leader nazionalisti africani di aver affiancato o giustificato l'espansione europea. Alla fine del XIX secolo, tutta l'Africa a sud del Sahara era stata spartita in colonie, tranne l'Etiopia, e praticamente tutti i regimi coloniali avevano imposto l'abolizione della schiavitù.
Soppressa la tratta e abolita la schiavitù, nel continente americano permasero pesanti discriminazioni a danno dei cittadini di origine africana. 
Negli Stati Uniti il movimento per i diritti civili degli afroamericani a partire dagli anni sessanta del Novecento si raccolse intorno a figure carismatiche come Martin Luther King e Malcolm X.